# Djorkaeff Reasco
Djorkaeff Reasco (Quito, 18 de janeiro de 1999) é um futebolista equatoriano que atua como atacante. Atualmente joga pelo Barcelona de Guayaquil.

## Vida pessoal
Seu pai, Néicer Reasco, que disputou a Copa do Mundo FIFA de 2006, decidiu batizá-lo de Djorkaeff Reasco, em homenagem a um de seus ídolos do futebol, Youri Djorkaeff, campeão mundial com a França na Copa do Mundo FIFA de 1998.

## Títulos
LDU
- Serie A: 2018
- Supercopa do Equador: 2021